# Боровина (Вологодская область)
Боровина — деревня в Верховажском районе Вологодской области.
Входит в состав Нижне-Важского сельского поселения (до 2015 года входила в Климушинское сельское поселение), с точки зрения административно-территориального деления — в Климушинский сельсовет.
Расстояние по автодороге до районного центра Верховажья — 6 км, до деревни Климушино — 4 км. Ближайшие населённые пункты — Вахрушево, Ивановская, Абакумовская, Самово.
По переписи 2002 года население — 73 человека (31 мужчина, 42 женщины). Преобладающая национальность — русские (99 %).
В деревне восстанавливается православный храм Спаса Нерукотворного, который был закрыт в конце 1920-х годов.